# Таньчан (уезд)
Таньча́н или Данча́н (кит. 宕昌, пиньинь Tànchāng, Dàngchāng) — уезд городского округа Луннань провинции Ганьсу (КНР). Уезд назван по существовавшему здесь в средние века цянскому государству Таньчан.

## Название
В названии уезда используется сравнительно малоупотребимый иероглиф 宕. В стандартном севернокитайском языке (путунхуа) он читается как «дан» (пиньинь: dàng), но местные жители произносят его как «тань» (пиньинь: tàn). В 2013 году из-за протестов местных жителей центральный телеканал CCTV даже отменил трансляцию документального фильма о регионе, в котором название уезда произносилось как «Данчан». В 2014 году Китайское топонимическое общество официально утвердило произношение «Таньчан», впервые за 40 лет изменив чтение административной единицы уровня уезда.

## История
Эти земли долгое время были зоной обитания некитайских племён, и китайский контроль над ними был непрочным. В 307 году здесь было образовано цянское государство Данчан (宕昌國). В 566 году войска государства Северная Чжоу уничтожили Данчан, и была образована область Данчжоу (宕州), в которую входили округа Данчан (宕昌郡) и Ганьсун (甘松郡). При империи Суй в 583 году округа были расформированы, а входившие в них уезды стали напрямую подчиняться властям области. В 607 году область Данчжоу была преобразована в округ Данчан (宕昌郡).
При империи Тан в 618 году округ Данчан вновь стал областью Данчжоу. В 742 году область Данчжоу была преобразована в округ Хуайдао (懷道郡), но в 758 году округ снова стал областью Данчжоу. В 763 году эти земли были захвачены тибетцами.
При империи Мин в этих местах была размещена войсковая тысяча. При империи Цин эти места были включены в состав области Цзечжоу (階州) в качестве Сигуской подобласти (西固分州). После Синьхайской революции в Китае была проведена реформа административного деления, и в 1913 году Сигуская подобласть была преобразована в уезд Сигу (西固縣).
В мае 1950 года был образован Специальный район Уду (武都專區), и уезд вошёл в его состав. В 1954 году из уезда Сигу был выделен уезд Данчан, а остальная часть уезда была передана в состав Ганьнань-Тибетского автономного района (甘南藏族自治区), где стала уездом Джугчу.  В 1958 году Специальный район Уду был присоединён к Специальному району Тяньшуй, а уезд Данчан был присоединён к уезду Миньсянь и передан в состав Специального района Динси (定西专区).
В 1961 году Специальный район Уду был создан вновь, и восстановленный уезд вернулся в его состав. В 1968 году Специальный район Уду был переименован в Округ Уду (武都地区). В 1985 году округ Уду был переименован в округ Луннань (陇南地区).
В 2004 году был расформирован округ Луннань и образован городской округ Луннань.
В 2014 году стандартное севернокитайское чтение названия уезда было изменено на «Таньчан», написание иероглифами сохранено.

## Административное деление
Уезд делится на 6 посёлков, 18 волостей и 1 национальную волость.